# Richard Kundrata
Richard Kundrata (8. dubna 1927 – ???) byl český a československý politik Komunistické strany Československa a poúnorový poslanec Národního shromáždění ČSSR a Sněmovny lidu Federálního shromáždění.

## Biografie
Ve volbách roku 1964 byl zvolen za KSČ do Národního shromáždění ČSSR za Jihomoravský kraj. V Národním shromáždění zasedal až do konce volebního období parlamentu v roce 1968.
K roku 1968 se profesně zmiňuje coby předseda JZD z obvodu Kyjov. V únoru 1968 se jako poslanec Národního shromáždění účastnil městské konference KSČ v Kyjově, kde prohlásil, že „ukazuje vysoký zájem komunistů o činnost všech společenských organizací, podniků i závodů a má jistě kladný dopad na ekonomiku“. Ještě roku 1982 se uvádí jako dlouholetý předseda JZD Družba Kyjov.
Po federalizaci Československa usedl roku 1969 do Sněmovny lidu Federálního shromáždění (volební obvod Kyjov), kde setrval do konce volebního období parlamentu, tedy do voleb roku 1971.